# Padre Speranza – Mit Gottes Segen
Padre Speranza – Mit Gottes Segen (Originaltitel: Padre Speranza) ist ein italienischer Fernsehfilm mit Bud Spencer aus dem Jahr 2005.

## Handlung
Der Priester und Leiter eines Waisenhauses Carlo Vasari übernimmt die Vertretung seines Freundes Cesco, zu dessen Aufgaben unter anderem die Betreuung eines Jugendgefängnisses in Crotone gehört. Kaum dort angekommen wird er Zeuge einer Schlägerei zwischen dem Autodieb Darko und seinem Zellengenossen Nino, der wegen Mordes inhaftiert ist. Wenig später liegt Darko erschlagen im Duschraum. Der einzige Zeuge, Vincenzo Torrisi, behauptet, gesehen zu haben, dass Nino der Mörder sei. Aber Carlo Vasari glaubt an Ninos Unschuld.
Vincenzo wird wegen guter Führung auf Bewährung entlassen. Dabei macht Vasari die Bekanntschaft mit seinem Bruder Aldo, einem örtlichen Mafioso. Vasari stellt Nachforschungen an und erfährt schließlich, dass Nino eine Schwester namens Maddalena hat. Er lässt sie nach Crotone kommen. Von ihr erfährt er, dass sie drei Jahre lang die Geliebte von Aldo war. Als sie schwanger war, verlangte er von ihr, dass sie ihr Kind abtreibt, was sie jedoch ablehnte. Nach einem Besuch bei ihrem Bruder werden Vasari und Maddalena von Vincenzo beschossen.
Vasari spricht auch mit einem Ex-Polizisten, wegen dessen Aussage Nino verurteilt wurde. Er erfährt, dass seine Aussage falsch war, und Nino zu Unrecht im Gefängnis sitzt. Der Polizist war bedroht worden und hatte aus Angst falsch ausgesagt.
Mit Unterstützung eines Commissario, eines Journalisten und eines taxifahrenden Jurastudenten, und mit Material, das Cesco gesammelt hat, geht er gegen die Torrisi-Brüder vor. Er provoziert Vincenzo so lange, bis er einen Fehler macht und trotz Warnungen von Aldo erneut auf Vasari schießt. Damit ist er für die Mafia nicht mehr tragbar und sein Bruder erschießt ihn. Dabei wird er von der Polizei ertappt und festgenommen. Nino, dessen Unschuld bewiesen ist, kommt frei.

## Synchronisation
Die deutsche Fassung entstand in den Studios der FFS Film- & Fernseh-Synchron GmbH in München. Die Dialogregie führte Peter Stein.
| Darsteller        | Rolle            | Synchronsprecher         |
| ----------------- | ---------------- | ------------------------ |
| Bud Spencer       | Carlo Vasari     | Wolfgang Hess            |
| Marco Messeri     | Padre Leonardo   | Michael Rüth             |
| Angelo Infanti    | Fonseca          | Dirk Galuba              |
| Salvatore Cascio  | Nino             | n.n.                     |
| Alessandro Pess   | Gigi             | Hubertus von Lerchenfeld |
| Alex Sandro       | Vincenzo Torrisi | n.n.                     |
| Vincent Riotta    | Aldo Torrisi     | Ekkehardt Belle          |
| Lucio Rosato      | Gefängnisarzt    | Michael Gahr             |
| Saverio Deodato   | Attilio          | n.n.                     |
| Valentina Mainati | Maddalena        | Elisabeth Günther        |

## Kritik
„Mittlerweile über 70 läßt es Spencer etwas ruhiger angehen, gibt den kauzigen Priester aber mit viel Herz und Hingabe, was den Film zu einem charmanten, augenzwinkernden Star-Vehikel für den Altmeister der Prügel-Orgien macht.“

„Bud Spencer greift nur noch gelegentlich auf sein einstiges Haudrauf-Image zurück, verlässt sich aber weiter auf sein Erfolgsrezept aus lakonisch-humoriger Gelassenheit und darstellerischem Minimalismus. Die Handlung ist gediegen, leidet aber unter einigen dramaturgischen Schwächen, die freilich durch den unerschütterlichen Stoizismus des Hauptdarstellers kompensiert werden. Die leiseren Töne des Films werden durch die plumpe Synchronisation zerstört.“

## DVD-Veröffentlichung
Der Film erschien am 17. April 2005 bei Starmedia Home Entertainment auf DVD. Er wurde auch als auch Father Hope – Mit Gottes Segen veröffentlicht.